# Plinteria
Plinteria (en griego antiguo: πλυντήρια) era un festival de la antigua Grecia que se celebraba en Atenas anualmente, en la vigésimo segunda jornada del mes Targelión (que en el calendario ático podría equivaler al mes de mayo). Se celebraba en honor de la princesa ateniense Aglauro en el altar de Atenea Polias, situado en la Acrópolis. El nombre del festival proviene de "plynein", un verbo griego que significa "lavar".
Plutarco afirmó que el festival tenía lugar durante el día 25 de Targelión, aunque probablemente duraba más días. Durante la jornada en que se celebraba el festival, en Atenas se cerraban los templos y no se hacían negocio. Durante su celebración, la estatua de Atenea que se guardaba en el templo dedicado a su figura era despojada de sus vestiduras y ornamentos para que pudieran ser limpiados ritualmente, y era cubierta para impedir que fuese vista por los hombres. Las mujeres que realizaban este servicio recibían el nombre de praxiergidais (πραξιεργίδαι).
Se cree que el festival de la Plinteria se originó en la región de la Jonia, donde algunas comunidades tuvieron un mes llamado Plynterion.